# 더 걸프렌드 익스피어리언스
《더 걸프렌드 익스피어리언스》(영어: The Girlfriend Experience)는 미국에서 제작된 스티븐 소더버그 감독의 2009년 일상 드라마 영화이다. 사샤 그레이 등이 출연하였고, 그레고리 제이컵스 등이 제작에 참여하였다. 소더버그는 미켈란젤로 안토니오니의 《붉은 사막》(1964)과 잉마르 베리만의 《외침과 속삭임》(1972)에서 영향을 받았다고 밝혔다.

## 줄거리
첼시라는 가명을 쓰는 맨해튼의 인기 고급 콜걸 크리스틴은 여자친구 체험을 시켜주는 게 특기이다. 영화는 2008년 미국 대통령 선거가 다가오고 대침체의 영향이 드리워진 가운데 최근 들어 수요가 줄고 있는 크리스틴이 고객, 일, 남자친구를 상대해나가는 일상을 그린다. 한 언론인과 인터뷰를 가지며 일과 사생활에 관한 질문에 답하기도 한다.  

## 출연
- 사샤 그레이 - 크리스틴 / 첼시 역
- 크리스 샌토스 - 크리스 역
- 에마 라하나 - 에이드리언 역
- 케네스 마이어스 - 크래프트 스테이크 지배인 역

## 기타 제작진
- 총괄 제작: 마크 큐번
- 배역: 카먼 큐바
- 의상: 크리스토퍼 피터슨